# 윌리엄 인지

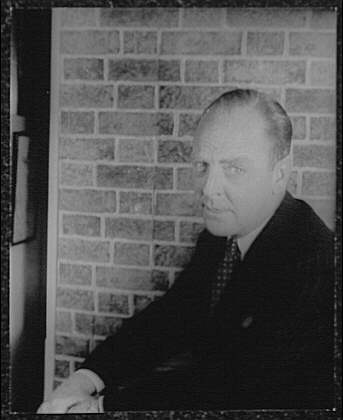
윌리엄 인지

윌리엄 모터 인지(William Motter Inge, 1913년 5월 3일 ~ 1973년 6월 10일)는 미국의 극작가다.
텍사스주의 캔자스에서 태어난 그는, 시종 이 작은 마을의 인생을 온건한 터치로, 마치 미풍이 살랑거리듯이 그려내고 있다. 댈러스의 유명한 지방극단 '마고 존즈'를 위해서 쓴 <천국보다 더 저편>(1947)이 최초의 극작이며 그 이전에는 학교 교사를 하고 있었다.
1950년의 <그리운 시바여, 돌아오라>가 브로드웨이에서 크게 히트하였다. 이 작품에서 그는 과거에 사는 중년 여인과 알코올 중독에 시달리는 남편의 가정생활을 온건하면서도 공포 분위기로 그려내어 그의 독특한 맛을 만끽하게 하였다. 다음 작품 <피크닉>(1953)은 시골 마을의 피크닉을 배경으로 젊은 처녀와 방랑자의 로맨스를 그려 퓰리처상을 받았다. 눈으로 막힌 시골 마을의 술집에서 무희와 카우보이가 서로 만나는 광경을 그린 <버스 정류장>(1955)도 대단한 호평을 받았다. 그 후는 약간 슬럼프에 빠진 감이 있는데, 중견작가로서 조용하게 보내고 있다.